# Ricardo Reis (Wirtschaftswissenschaftler)

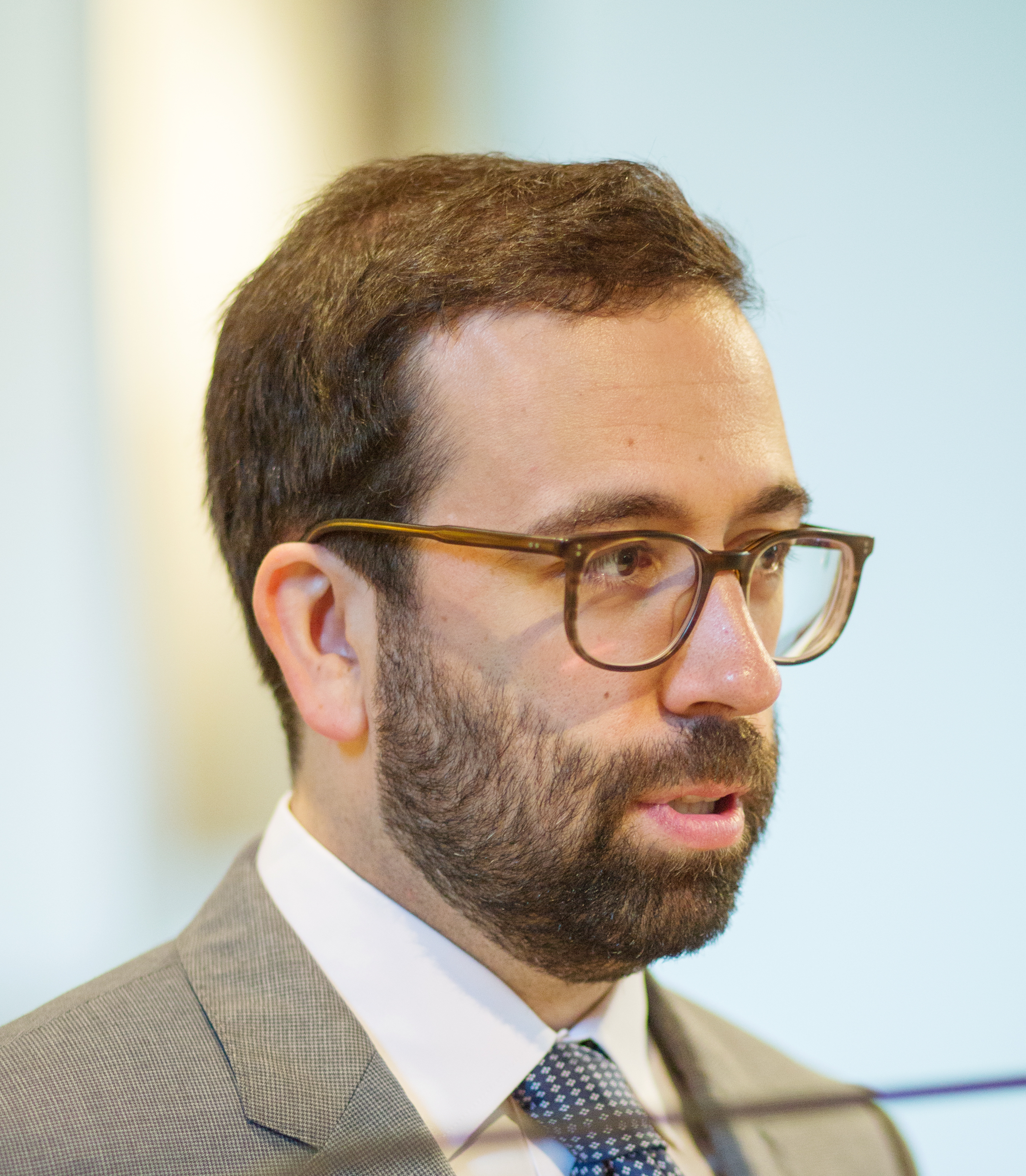
Ricardo Reis, 2016

Ricardo A. M. R. Reis (* 1. September 1978 in Porto, Portugal) ist ein portugiesischer Wirtschaftswissenschaftler. Seit 2016 ist er Professor für Ökonomie an der London School of Economics. 

## Leben
Reis graduierte 1999 zum B. Sc. an der London School of Economics. Danach schrieb er sich an der Harvard University ein, wo er 2001 als Master abschloss und bis 2004 zum Doctor of Philosophy promovierte. Seine weitere akademische Laufbahn beschritt er als Dozent an verschiedenen Universitäten, von 2004 bis 2008 als assistant professor an der Princeton University, an anderen Hochschulen mit temporären Lehraufträgen, so an der Stanford University, an der University of Chicago und an Yale University. 2008, im Alter von 29 Jahren, wurde er als full professor an die Columbia University berufen, zum jüngsten Professor in der Geschichte dieser Universität.
Reis ist Fachmann für Theorie und Praxis der Makroökonomie. Er untersuchte Modelle und Theorien der Verhaltensökonomie, Instrumente zur Inflationsmessung, die Dynamik von Preisindizes sowie die Funktionsweise der Geld- und Fiskalpolitik. Den größten Erfolg hatte er jedoch bei der Aufklärung über „rational inattention“ und „sticky information“. Nach den Theorien von Reis ist die Hauptursache für den verzögerten Mechanismus, der langsame makroökonomische Reaktionen auf Änderungen in der Politik kennzeichnet, die langsame Weitergabe von Informationen an die Öffentlichkeit. Dies führt zu einem „Kompromiss“ zwischen Inflation und realer Produktion auf der Phillips-Kurve. Reis hat auch weitere Einblicke in die Inflation geliefert, einschließlich ihrer statischen Tendenz und Messungen. Des Weiteren forschte er über die Tragfähigkeit der öffentlichen Verschuldung, monetäre und fiskalische Wechselwirkungen, Wertpapiere, die durch Staatsanleihen besichert werden, und die Rolle der Kapitalfehlallokation in der Eurokrise.

## Ehrungen
- 2024: Mitglied der British Academy
- 2021: Yrjö-Jahnsson-Preis
- 2017: Banque de France/Toulouse School of Economics Junior Prize
- 2016: Germán-Bernácer-Preis

## Werke
- mit Markus Brunnermeier: A Crash Course on Crises: Macroeconomic Concepts for Run-Ups, Collapses, and Recoveries. Princeton University Press, Princeton 2023, ISBN 978-0-691-22110-6.